# روب ماكدونالد
روب ماكدونالد هو فنان قتال مختلط كندي، ولد في 5 سبتمبر 1978 في Capreol ‏ في كندا.

## وصلات خارجية
- روب ماكدونالد على موقع شيردوغ (الإنجليزية)
- روب ماكدونالد على موقع IMDb (الإنجليزية)
- روب ماكدونالد على موقع قاعدة بيانات الفيلم (الإنجليزية)